# Francesco Emilio Borrelli
Francesco Emilio Borrelli (Napoli, 14 agosto 1973) è un politico e giornalista italiano, militante storico della Federazione dei Verdi, dal 13 ottobre 2022 deputato alla Camera per Alleanza Verdi e Sinistra.

## Biografia
Nato a Napoli il 14 agosto 1973, ha conseguito il diploma di maturità classica presso il liceo Antonio Genovesi di Napoli. Dopo gli studi, ha intrapreso l’attività di giornalista, fino a diventarne pubblicista nell'ottobre 1998 e professionista nel gennaio 2006, lavorando per diversi quotidiani nazionali, tra cui Il Riformista (di cui è stato anche responsabile marketing), e locali e ha collaborato con diverse emittenti televisive.

### Attività politica
Militante storico della Federazione dei Verdi, è stato dal 1999 al 2000 consigliere del presidente della Commissione Agricoltura della Camera Alfonso Pecoraro Scanio, mentre dal 2000 al 2001 è stato consigliere particolare di Pecoraro Scanio durante il suo periodo da Ministro delle politiche agricole e forestali e membro del nucleo di valutazione del Ministero dell'agricoltura.
Alle elezioni politiche del 2001 è stato candidato alla Camera dei deputati, nella circoscrizione Campania 1 nella lista verde Il Girasole, senza però risultare eletto.
Dal 2007 al 2008 è stato membro del Covis (Commissione di valutazione degli investimenti e di supporto alla programmazione e gestione degli interventi ambientali), della Commissione interna della comunicazione e della commissione di valutazione delle candidature UNESCO del Ministero dell'ambiente e della tutela del territorio e del mare.
È stato assessore all'agricoltura, ai parchi, alle aree protette e alla protezione civile della provincia di Napoli dal 2004 al 2009, nella giunta provinciale di centro-sinistra presieduta da Riccardo Di Palma, mentre dal 2012 al 2015 è stato assessore al commercio e all'ambiente nella giunta di centro-sinistra del comune di San Giorgio a Cremano.
Alle elezioni regionali in Campania del 2015 è stato eletto, per la prima volta, consigliere regionale della Campania per la provincia di Napoli con 2.233 preferenze.
Alle elezioni politiche del 2018 è candidato alla Camera per la coalizione di centrosinistra nel collegio uninominale Campania 1 - 10 (Portici): ottiene il 15,38% ed è superato da Gianfranco Di Sarno del Movimento 5 Stelle (55,97%) ed Elisa Russo del centrodestra (21,97%).
Nel 2020 è stato rieletto consigliere regionale con 15.799 preferenze.
Il 10 luglio 2021 aderisce allo scioglimento della Federazione dei Verdi e la sua confluenza in Europa Verde, dove diventa membro della direzione nazionale del partito.
Alle elezioni politiche del 2022 è ricandidato alla Camera nel collegio plurinominale Campania 1 - 02 per la lista elettorale Alleanza Verdi e Sinistra (che univa Europa Verde e Sinistra Italiana) ed eletto deputato.
Alle elezioni europee del 2024 è candidato in terza posizione nella lista di AVS per la circoscrizione meridionale.
Raccoglierà quasi 50.000 preferenze arrivando dietro Domenico Lucano.
Dal 12 settembre 2023 è Vicepresidente della commissione bicamerale di inchiesta sulle attività illecite connesse al ciclo dei rifiuti e su altri illeciti ambientali e agroalimentari.